# Frans van Anraat
Frans Cornelis Adrianus van Anraat (Den Helder, 9 augustus 1942) is een Nederlands zakenman en oorlogsmisdadiger die in de jaren tachtig grondstoffen voor chemische wapens verkocht aan het Irak van Saddam Hoessein. Op 30 juni 2009 werd zijn veroordeling wegens medeplichtigheid aan oorlogsmisdrijven door de Hoge Raad verminderd van zeventien naar zestien en een half jaar gevangenisstraf.
Van Anraat werd geboren als zoon van de marinier Frits van Anraat. Nadat zijn studie voor laborant was mislukt, vertrok hij begin jaren zeventig uit Nederland. In Italië, Zwitserland en Singapore zou hij als technisch adviseur hebben gewerkt voor ingenieursbureaus die chemische fabrieken bouwden in Irak. Zo belandde hij in de handel in chemicaliën. Hij richtte een eigen bedrijf op, dat hij naar zijn initialen FCA Contractor noemde, gevestigd in Bissone (Zwitserland). Van Anraat woonde in het nabijgelegen Lugano. Vanaf 1984 zou hij als tussenhandelaar duizenden tonnen chemicaliën aan Irak hebben geleverd, waaronder grondstoffen voor mosterdgas en zenuwgas.

## Levering van chemicaliën aan Irak
Van Anraat zou aan het Iraakse regime onder meer 538 ton thiodiglycol hebben verkocht, dat gecombineerd met zoutzuur 700 ton mosterdgas kon opleveren. Een deel van de thiodiglycol werd aan Van Anraat geleverd door Alcolac Inc. uit Baltimore. Het werd via Antwerpen naar Akaba verscheept en werd vandaar naar Irak getransporteerd. 
Irak gebruikte het mosterdgas in de oorlog met het buurland Iran.
Het regime van Saddam Hoessein voerde op 16 maart 1988 een luchtaanval met gifgas uit op de stad Halabja, die kort daarvoor door Koerdische rebellen met steun van Iran veroverd was. Door het gebruikte mosterdgas en zenuwgas kwamen vijfduizend Koerden om en tienduizend raakten gewond. 
Op 27 januari 1989 werd Van Anraat in Milaan gearresteerd, maar in afwachting van een uitleveringsverzoek van de Verenigde Staten werd hij weer vrijgelaten. Daarop vluchtte hij naar Irak waar hij 14 jaar zou verblijven. Zijn bedrijf FCA Contractor werd in 1992 geliquideerd. Op 22 december 1997 vroegen de Amerikanen Nederland om zijn uitlevering, maar op 20 november 2000 werd het uitleveringsverzoek zonder opgave van redenen weer ingetrokken. Na de val van Saddam Hoessein vluchtte Van Anraat in 2003 via Syrië naar Nederland. Hij gebruikte hiervoor een Nederlands laissez-passer. Omdat hij niet meer als gezocht stond gesignaleerd, kon hem dit niet worden geweigerd. 
Van Anraat ontkende in een interview met tijdschrift Nieuwe Revu op 1 oktober 2003 en in het tv-programma Netwerk op 6 november 2003 dat hij wist waarvoor de grondstof kon dienen en had ook geen aanleiding gezien de Nederlandse autoriteiten in te lichten over de transactie. Ook beschouwde hij zichzelf niet als medeplichtig aan de massamoord op de Koerden. Hij profileerde zich slechts als zakenman, die leverde wat zijn klanten vroegen en zich niet verantwoordelijk achtte voor wat die er vervolgens mee deden.
Hij vestigde zich in een bescheiden woning in de Amsterdamse Staatsliedenbuurt, waar hij zijn demente moeder verzorgde. Op 17 december 2004 werd bekend dat de woning een zogeheten safehouse van de AIVD zou zijn. Van Anraat zou een informant van de AIVD zijn geweest en zou zijn opgepakt, omdat uit een afgeluisterd telefoongesprek bleek dat hij van plan was Nederland de volgende dag te ontvluchten. Zes weken eerder was hem een nieuw paspoort verstrekt.

## Aanhouding
In juli 2004 diende Nederland bij Zwitserland een rechtshulpverzoek in, dat in augustus door de Zwitserse autoriteiten werd goedgekeurd. Documenten met betrekking tot Van Anraat, die eerder aan de Verenigde Staten waren verstrekt, werden aan Nederland overhandigd. Het voormalig plaatsvervangend hoofd van de Iraakse afdeling voor chemische wapens legde in 2004 tegenover een Nederlandse rechter-commissaris in Irak een belastende verklaring over Van Anraat af. Op 6 december 2004 werd Van Anraat door de Nationale Recherche in zijn woning aangehouden op verdenking van medeplichtigheid aan oorlogsmisdrijven en volkerenmoord. Het zou de eerste keer zijn dat de betreffende wetsartikelen, die kort na de Tweede Wereldoorlog zijn opgesteld, werden toegepast. Op 27 januari 2005 werd Van Anraats voorlopige hechtenis geschorst, maar het Openbaar Ministerie ging met succes tegen deze beslissing in beroep en Van Anraat bleef vastzitten. Op 21 november van dat jaar begon het strafproces tegen Van Anraat.
Van Anraat was de enige Nederlander op de Most Wanted-lijst van de Amerikaanse FBI.

## Veroordeling
Op 23 december 2005 werd Van Anraat door de Rechtbank 's-Gravenhage veroordeeld tot vijftien jaar celstraf, de maximaal op te leggen straf, wegens medeplichtigheid aan oorlogsmisdrijven in Iran en Irak. Frans van Anraat had namelijk grondstoffen geleverd aan het regime van Saddam Hoessein, die gebruikt werden voor gifgasaanvallen waarbij duizenden burgers omkwamen. Van Anraat werd vrijgesproken van medeplichtigheid aan genocide, omdat de rechtbank niet bewezen achtte dat hij een genocidaal oogmerk had toen hij de grondstoffen leverde.
Zowel Van Anraat als het Openbaar Ministerie kondigden aan in hoger beroep bij het Gerechtshof 's-Gravenhage te gaan. Op 9 mei 2007 werd hij vanwege medeplichtigheid aan oorlogsmisdrijven veroordeeld tot zeventien jaar gevangenisstraf, twee jaar meer dan het Openbaar Ministerie had geëist en hij in eerste instantie had gekregen. Van medeplichtigheid aan genocide werd hij wederom vrijgesproken.
Op 30 juni 2009 werd zijn gevangenisstraf, door overschrijding van de redelijke termijn van zijn beroep in cassatie, door de Hoge Raad teruggebracht naar zestien en een half jaar. Vanwege de in Nederland toegepaste 'Voorwaardelijke Invrijheidstelling' (VI) welke een reductie van de effectief uit te zitten gevangenisstraf van een derde met zich meebrengt, is Van Anraat sinds eind 2015 op vrije voeten.

### Ontnemingszaak
In de ontnemingszaak die het OM gestart was, besliste het Gerechtshof 's-Gravenhage op 14 november 2012 dat Van Anraat 545.370 euro aan wederrechtelijke verkregen voordeel moest betalen aan de staat. Eerder had de rechtbank in 2010 het wederrechtelijk verkregen voordeel op 3.493 euro berekend. Het cassatieberoep werd verworpen.

## Schadevergoeding
Op 24 april 2013 werd Van Anraat door de Rechtbank Den Haag veroordeeld tot het betalen van 25.000 euro schadevergoeding aan elk van zestien slachtoffers van de gifgasaanvallen in Irak en Iran. Hiertegen ging hij in beroep. In dit hoger beroep werd op 7 april 2015 het vonnis door het Gerechtshof Den Haag bevestigd.